# Chess Engines Grand Tournament
Il Chess Engines Grand Tournament, meglio conosciuto come CEGT, è una delle più note organizzazioni che testa motori scacchistici stilando una classifica Elo.
Il CEGT testa abitualmente motori scacchistici amatoriali e professionali con varie cadenze di gioco, come 40/4 (40 mosse in 4 minuti), 40/40 (40 mosse in 40 minuti), and 40/120 (40 mosse in 120 minuti). Le partite 40/120 sono considerate alcune delle migliori partite disponibili gratuitamente online.
Al mese di dicembre 2006, il team di tester è formato da 13 membri coordinati da Heinz van Kempen. Il team ha giocato oltre 120 000 partite, fra le quali partite su SMP.
Al 28 marzo 2010, Rybka 3 x64 4CPU è leader della classifica 40/20, con un punteggio di 3180. In terza posizione (dietro alla versione 2CPU di Rybka 3) c'è Naum 4.2 x64 4CPU, con un Elo di 3140 e in quinta posizione (dietro alla versione 32 bit 2CPU di Rybka) c'è Stockfish 1.6 x64 4CPU (3118).